# Coupe d'Islande de football 2007
La coupe d'Islande 2007 de football (VISA-bikar karla 2007) a été la 48e édition. 61 clubs y ont pris part.
Elle a débuté le 11 mai 2007 par le match opposant Grundarfjörður (Ungmennafélag Grundarfjörður) à Höfrungur (Íþróttafélagið Höfrungur), match s'étant soldé par un résultat nul et une séance de tirs au but remportée (5-4) par Grundarfjörður.
La finale a eu lieu le 6 octobre 2007 au Laugardalsvöllur entre FH Hafnarfjörður et Fjölnir Reykjavík club de seconde division.
Le FH Hafnarfjörður a remporté pour la première fois la coupe à l'issue d'un match remporté 2-1 (1-1 à l'issue du temps réglementaire) après prolongation.

## Déroulement de la compétition

### Tour préliminaire
Les matchs de ce tour préliminaire ont été joués les 11 et 12 mai 2007. 
| Équipe 1       | Score | Équipe 2     |       |
| Grundarfjörður | 1-1   | Höfrungur    | 5-4** |
| Hamrarnir      | 5-1   | Snörtur      |       |
| KFR            | 0-0   | Hrunamenn    | 2-4** |
| KB             | 4-0   | Kjalnesingar |       |
| KF Berserkir   | 2-0   | UMFL         |       |
| Álftanes       | 3-1   | Augnablik    |       |

 *  - après prolongation

 **  - aux tirs au but

### 1erTour
Les matchs de ce tour ont été joués les 16 et 17 mai 2007. Ce tour voit l'entrée en lice des clubs de 3. deild karla et des premiers clubs de 2. deild karla.
| Équipe 1          | Score | Équipe 2                |       |
| Magni Grenivík    | 0-2   | Tindastóll Sauðárkrókur |       |
| Ægir              | 0-1   | KF Berserkir            |       |
| Skallagrímur      | 2-1   | KB                      |       |
| Ýmir              | 3-1   | Hrunamenn               |       |
| Völsungur Húsavík | 4-0   | Vinir                   |       |
| GG                | 2-3   | Álftanes                |       |
| Árborg            | 1-4   | Víðir Garður            |       |
| Kári              | 1-8   | Grótta Seltjarnarnes    |       |
| Grundarfjörður    | 4-3   | Snæfell                 | *     |
| Hamar             | 2-1   | Hvíti riddarinn         |       |
| Hamrarnir         | 2-1   | Hvöt Blönduós           | *     |
| KV                | 8-0   | Afríka                  |       |
| Dalvík/Reynir     | 2-2   | KS/Leiftur              | 5-3** |

 *  - après prolongation

 **  - aux tirs au but

### 2eTour
Les matchs de ce tour ont été joués le 31 mai et le 1er juin 2007. Ce tour voit l'entrée en lice des derniers clubs de 2. deild karla.
| Équipe 1                | Score | Équipe 2             |         |
| Tindastóll Sauðárkrókur | 2-2   | Völsungur Húsavík    | 3-5**   |
| Höttur Egilsstaðir      | 4-1   | Huginn Seyðisfjörður | *       |
| ÍH Hafnarfjörður        | 0-1   | Ýmir                 | *       |
| Grótta Seltjarnarnes    | 2-0   | KF Berserkir         |         |
| KV                      | 2-3   | UMF Selfoss          |         |
| Hamar Hveragerði        | 0-0   | Álftanes             | 3-1**   |
| Neisti D.               | 0-3   | Sindri Höfn          | forfait |
| Hamrarnir               | 0-4   | Dalvík/Reynir        |         |
| Leiknir Fáskrúðsfjörður | 3-0   | Boltaf. Norðfj.      |         |
| Skallagrímur            | 0-5   | Haukar Hafnarfjörður |         |
| Víðir Garður            | 1-3   | IR Reykjavik         |         |
| Afturelding Mosfellsbær | 10-1  | Grundarfjörður       |         |

 *  - après prolongation

 **  - aux tirs au but

### 3eTour
Les matchs de ce tour ont été joués les 11, 12 et 13 juin 2007. Ce tour voit l'entrée en lice des clubs de 1. deild karla.
| Équipe 1                | Score | Équipe 2                |       |
| Þór Akureyri            | 1-0   | KA Akureyri             |       |
| ÍBV Vestmannaeyjar      | 1-0   | Afturelding Mosfellsbær |       |
| Grótta Seltjarnarnes    | 1-2   | Reynir Sandgerði        |       |
| Hamar Hveragerði        | 0-5   | Stjarnan Garðabær       |       |
| Höttur Egilsstaðir      | 0-2   | KF Fjarðabyggðar        |       |
| Leiknir Reykjavík       | 3-1   | UMF Selfoss             |       |
| Vikingur Ólafsvík       | 2-2   | Haukar Hafnarfjörður    | 4-5** |
| Fjölnir Reykjavík       | 2-1   | UMF Njarðvík            |       |
| IR Reykjavik            | 1-3   | UG Grindavík            |       |
| Þróttur Reykjavík       | 6-1   | Ýmir                    |       |
| Leiknir Fáskrúðsfjörður | 2-1   | Sindri Höfn             |       |
| Dalvík/Reynir           | 1-0   | Völsungur Húsavík       |       |

 *  - après prolongation

 **  - aux tirs au but

### 4eTour
Les matchs de ce tour ont été joués les 25 et 26 juin 2007.
| Équipe 1             | Score | Équipe 2                |   |
| ÍBV Vestmannaeyjar   | 10-0  | Reynir Sandgerði        |   |
| Dalvík/Reynir        | 0-4   | Þór Akureyri            |   |
| Stjarnan Garðabær    | 2-3   | Fjölnir Reykjavík       | * |
| Haukar Hafnarfjörður | 3-1   | Leiknir Reykjavík       | * |
| Þróttur Reykjavík    | 1-0   | UG Grindavík1           |   |
| KF Fjarðabyggðar     | 4-1   | Leiknir Fáskrúðsfjörður |   |

 *  - après prolongation

 **  - aux tirs au but

### 8èmes de finale
Les matchs de ce tour ont été joués les 10 et 11 juillet 2007. Ce tour voit l'entrée en lice des clubs de Landsbankadeild.
| Équipe 1             | Score | Équipe 2           |       |
| KF Fjarðabyggðar     | 3-4   | Fjölnir Reykjavík  |       |
| KR Reykjavík         | 1-1   | Valur Reykjavík    | 0-3** |
| ÍA Akranes           | 2-1   | Víkingur Reykjavík | *     |
| ÍBV Vestmannaeyjar   | 0-3   | FH Hafnarfjörður   |       |
| Haukar Hafnarfjörður | 2-2   | Fram Reykjavík     | 4-3** |
| Þróttur Reykjavík    | 0-1   | ÍBK Keflavík       |       |
| Þór Akureyri         | 1-4   | Fylkir Reykjavík   |       |
| Breiðablik Kopavogur | 3-1   | HK Kopavogur       | *     |

 *  - après prolongation

 **  - aux tirs au but

### Quarts de finale
Les matchs de ce tour ont été joués les 12 et 13 août 2007.
| Équipe 1             | Score | Équipe 2             |   |
| Fylkir Reykjavík     | 3-1   | ÍA Akranes           | * |
| Breiðablik Kopavogur | 3-1   | ÍBK Keflavík         |   |
| Fjölnir Reykjavík    | 4-3   | Haukar Hafnarfjörður |   |
| Valur Reykjavík      | 0-1   | FH Hafnarfjörður     |   |

 *  - après prolongation

 **  - aux tirs au but

### Demi-finales
Les matchs de ce tour ont été joués les 2 et 3 septembre 2007.
| Équipe 1         | Score | Équipe 2             |   |
| FH Hafnarfjörður | 3-1   | Breiðablik Kopavogur | * |
| Fylkir Reykjavík | 1-2   | Fjölnir Reykjavík    | * |

 *  - après prolongation

 **  - aux tirs au but

### Finale
La finale de la coupe d'Islande s'est tenue le 6 octobre 2007.

#### Feuille de match
| Équipes           | FH Hafnarfjörður - Fjölnir Reykjavík |
| Score             | 2-1 |
| Date              | 6 octobre 2007 |
| Stade             | Laugardalsvöllur, Reykjavik |
| Arbitre           | Egill Már Markússon |
| Buts              | 17e Matthías Guðmundsson 1-0, 87e Gunnar Már Guðmundsson 1-1 (pen.), 105e Matthías Guðmundsson 2-1 |
| FH Hafnarfjörður  | Daði Lárusson, Tommy Fredsgaard Nielsen Freyr Bjarnason, Ásgeir Gunnar Ásgeirsson, Bjarki Gunnlaugsson (Sigurvin Ólafsson 68e), Davíð Þór Viðarsson, Tryggvi Guðmundsson, Arnar Gunnlaugsson (Matthías Vilhjálmsson 87e), Guðmundur Sævarsson, Matthías Guðmundsson (Atli Guðnason 112e), Sverrir Garðarsson Entraîneur : Ólafur Davíð Jóhannesson                 |
| Fjölnir Reykjavík | Þórður Ingason, Gunnar Valur Gunnarsson, Magnús Ingi Einarsson, Gunnar Már Guðmundsson, Davíð Þór Rúnarsson (Ólafur Páll Johnson 90e), Illugi Þór Gunnarsson, Pétur Georg Markan, Ragnar Heimir Gunnarsson, Ómar Hákonarson (Halldór Freyr Ásgrímsson 96e), Ásgeir Aron Ásgeirsson, Tómas Leifsson (Sigmundur Pétur Ástþórsson 82e) Entraîneur : Ásmundur Arnarson |
| Avertissements    | Ásgeir Aron Ásgeirsson 65e |
| Expulsions        | - |

## Source
- Résultats de la Coupe d'Islande 2007 sur le site de la fédération islandaise de football